# Jozef Bubenko
Jozef Bubenko (* 21. března 1951, Prešov) je bývalý slovenský fotbalový útočník a fotbalový trenér.

## Fotbalová kariéra
Hrál za Tatran Prešov, na vojně za Duklu Banská Bystrica a za TJ Partizán Bardejov. V československé lize odehrál za Prešov 277 utkání a dal 67 gólů. V Poháru UEFA odehrál 4 utkání. V juniorských reprezentacích odehrál 2 utkání a za olympijský tým nastoupil jednou.

## Ligová bilance
| Ročník                                   | Zápasy | Góly | Klub  | Minuty                |
| ---------------------------------------- | ------ | ---- | ----- | --------------------- |
| 1. československá fotbalová liga 1969/70 | 1      | 0    | -     | Tatran Prešov         |
| 1. československá fotbalová liga 1970/71 | 25     | 7    | -     | Tatran Prešov         |
| 1. československá fotbalová liga 1971/72 | 30     | 5    | -     | Tatran Prešov         |
| 1. československá fotbalová liga 1972/73 | 28     | 8    | -     | Tatran Prešov         |
| 1. československá fotbalová liga 1973/74 | 28     | 7    | -     | Tatran Prešov         |
| 1. československá fotbalová liga 1977/78 | 28     | 11   | 2419  | Tatran Prešov         |
| 1. československá fotbalová liga 1978/79 | 20     | 2    | 1800  | Tatran Prešov         |
| 1. československá fotbalová liga 1979/80 | 28     | 6    | 2432  | Dukla Banská Bystrica |
| 1. československá fotbalová liga 1980/81 | 18     | 6    | 1295  | Dukla Banská Bystrica |
| 1. československá fotbalová liga 1981/82 | 27     | 4    | 2359  | Tatran Prešov         |
| 1. československá fotbalová liga 1982/83 | 25     | 8    | 1876  | Tatran Prešov         |
| 1. československá fotbalová liga 1983/84 | 19     | 3    | 1416  | Tatran Prešov         |
| LIGA CELKEM                              | 277    | 67   | 13599 |                       |

## Trenérská kariéra
Jako trenér vedl Slovan Giraltovce, Tatran Prešov, TJ Partizán Bardejov, Inter Bratislava, řecký Panionios GSS, slovenskou reprezentaci do 21 let, znovu řecký Panionios GSS, Spartak Trnava, řecký Iraklis Soluň a arménský klub FC MIKA Jerevan.